# Bracon recessus
Bracon recessus är en stekelart som beskrevs av Szepligeti 1913. Bracon recessus ingår i släktet Bracon och familjen bracksteklar. Inga underarter finns listade.